# Repubblica di Mulhouse
Repubblica di Mulhouse fu la denominazione ufficiale del libero comune svizzero di Mulhouse sino alla sua unione alla Francia il 15 marzo 1798.
Città libera dell'Impero sin dal regno dell'Imperatore Rodolfo I d'Asburgo, alla fine del XIII secolo, Mulhouse fece parte della lega di città alsaziane nota come Decapoli, sin dalla sua fondazione nel 1354.  Il 5 giugno 1506 la Repubblica concluse un trattato di alleanza con la città di Basilea, che le assicurava, fra l'altro: un sistema di arbitrato in caso di dispute fra le due città, la libera circolazione delle merci e, soprattutto, protezione militare in caso di guerra accompagnata da una promessa di buoni uffici per l'adesione alla Confederazione dei XIII Cantoni.
Tali buoni uffici ebbero felice esito nel 1515, allorché la Repubblica concluse un trattato di alleanza con la Confederazione dei XIII Cantoni, ed abbandonò la lega della Decapoli (ove venne sostituita da Landau. In tal modo essa raggiungeva lo stesso stato di alleato del quale godevano il Vallese, Ginevra, le Tre Leghe ed il vescovo di Basilea.
Questa alleanza garantì l'indipendenza di Mulhouse per quasi tre secoli, permettendole di superare indenne anche la Pace di Vestfalia del 1648 (che aveva dato alla Francia i 'Tre Vescovadi', ovvero Metz, Toul e Verdun in Lorena, e la Decapoli, ovvero gran parte dell'Alsazia, salvo i possedimenti della città libera di Strasburgo) ed il successivo Trattato di Ryswick del 1697 (che le annetteva definitivamente Strasburgo, già occupata nel 1683).
Sinché, a seguito dell’invasione francese del 1798, che segnò la fine della Confederazione dei XIII Cantoni, trasformata nella Repubblica Elvetica, Mulhouse e Ginevra decisero di unirsi alla Francia; il trattato internazionale di unione di Mulhouse fu sottoscritto il 28 gennaio 1798, negoziato, per la Francia dal Signor Metzger, di Colmar, e operativo dal 15 marzo. Unico privilegio, con il secondo articolo del trattato, la Francia garantiva la neutralità dei cittadini di Mulhouse, ovvero li dispensava da ogni requisizione militare, di beni e persone (il reclutamento), sino alla conclusione del conflitto in corso.